# Estadi Cornellà-El Prat
Az Estadi Cornellà-El Prat (spanyolul Estadio Cornellá-El Prat, hivatalosan Power8 Stadium) az Espanyol stadionja. A 36 000 m²-es telken álló stadiont 3 év alatt kb. 60 millió €-ért építették Mark Fenwick és Esteve Gasulla győztes pályázata alapján, 2009 nyarán készült el. 40500 néző befogadására alkalmas, az arénában csak ülőhelyek vannak. Mellette 3278 parkolóhelyet létesítettek. A nyitómérkőzést 2009. augusztus 3-án játszották a Liverpool ellen.
Eredeti nevét onnan kapta, hogy Cornellà de Llobregat község területén, El Prat de Llobregat közelében épült fel, de a csapat eladta a névhasználati jogot a stadionra. Daniel Jarque 2009-es halála után felmerült, hogy róla nevezik el a stadiont, végül 2014-ben 7 évre a Power8 nevet vette fel.
2019. szeptember 20-án itt játszották az 1:1-es végeredménnyel zárult Espanyol-Ferencváros Európa-liga csoportmérkőzést, ami a Ferencváros első európai kupa csoportkörös mérkőzése volt 15 után.